# Manne Asplund
Carl Immanuel (Manne) Asplund (i riksdagen kallad Asplund i Kiruna, senare Asplund i Luleå), född 12 oktober 1872 i Örträsk, död 28 december 1943 i Stockholm, var en svensk bergmästare och politiker (socialdemokraterna). 
Manne Asplund var son till kyrkoherden Carl August Asplund. Han avlade studentexamen i Umeå 1891 och utexaminerades som bergsingenjör från Tekniska högskolan 1895. Asplund blev 1896 extraordinarie tjänteman i Kommerskollegii bergsbyrå, var 1897-1904 anställd för malmletningar och gruvundersökningar i Norrbottens län och utförde 1905-1906 gruvundersökningar i Norge. 1906 återvände han till Sverige där han anställdes vid Norra bergmästardistriktet, först som gruvingenjör 1906-1913 och därefter från 1913 som tillförordnad och från 1919 som ordinarie bergmästare. 1919-1937 var han bosatt i Luleå. Asplund spelade en viktig roll i exploaterandet av de Lapplands malmfält och företog redan en uppmärksammad undersökning av Loussavaara malmfält.
Asplund var 1908-1913 kommunalnämndsordförande i Kiruna och kom där att ansluta sig till socialdemokratin.
Manne Asplund var riksdagsledamot i första kammaren för Norrbottens läns valkrets 1912-1919, för Värmlands läns valkrets 1919-1921 och för Västerbottens läns och Norrbottens läns valkrets 1922-1942.
Under sin tid som riksdagsman förespråkade han stöd till arbetslösa och rätten till arbete. Han förespråkade även ett bättre utnyttjande av de norrländska malmtillgångarna på ett sätt som kom Sveriges rike bättre till del.